# 棕鳞铁角蕨
棕鳞铁角蕨（学名：Asplenium indicum var. yoshinagae）为铁角蕨科铁角蕨属下的一个变种。

## 扩展阅读
- 維基物種上的相關：棕鳞铁角蕨